# نلی کاپلان
نلی کاپلان (انگلیسی: Nelly Kaplan؛ زادهٔ ۱۱ آوریل ۱۹۳۱ – درگذشته ۱۲ نوامبر ۲۰۲۰) یک نویسنده و کارگردان فرانسوی زاده آرژانتین بود.